# Fuze Magazine
Das Fuze Magazine (Eigenschreibweise: FUZE Magazine) ist ein seit Ende 2006 erscheinendes, kostenloses Musikmagazin, das vom Ox-Verlag (unter anderem Ox-Fanzine) herausgegeben wird. Redaktionssitz ist Solingen. Das Magazin ist spezialisiert auf Hardcore-Punk, Metal und Punk. Es erscheint jeden zweiten Monat in einer Auflage von 25.000 Exemplaren.
Zu den Mailordern zählen unter anderem Green Hell, Cargo Records, Flight13, Impericon, Let It Burn Records, Midsummer Records und Redfield Records, die das Magazin des Öfteren bei einer Bestellung beilegen. Auch auf Konzerten von unter anderem Mad Booking oder Kingstar wird das Magazin am Merchandise-Stand ausgelegt. Des Weiteren ist das Magazin im Bahnhofsbuchhandel erhältlich. Ein Abonnement des Magazins ist ebenfalls kostenpflichtig. In den Magazinen werden unter anderem Interviews, CD-Kritiken und Tour-Bekanntmachungen veröffentlicht.